# Пежо тип 153
Пежо тип 153 (фр. Peugeot Type 153) је аутомобил произведен између 1913. и 1924. од стране француског произвођача аутомобила Пежо у њиховој фабрици у Оданкуру. У том периоду је произведено 4662 јединице.
Тип 153 (колонијална верзија је позната као тип 153 А и користи другу шасију) производио се до 1916. године и одржао популарност међу француским официрма Првог светског рата. Његов оригинални 2.6 л четвороцилиндрични мотор био је снаге 12 КС. Производња је 1916. године заустављена да би се Пежо фокусира на производњу ратних средстава. У том периоду је произведено 800 јединица овог модела. Остало је мање од десет ових аутомобила на свету, а врло мало у возном стању. Познато је да само један у Великој Британији у возном стању. Колонијални тип 153 постоји на Новом Зеланду и ова верзија има већу шасију.
После Првог светског рата тачније 1920. године је настављена производња измењеног типа 153 у разним варијантама са новим моторима од 2.7 и 2.9 Л.:
| Модел (варијанта) | Године производње | Запремина мотора/снага | Међуосовинско одстојање | Размак точкова | Облик каросерије                            | Број произведених јединица |
| ----------------- | ----------------- | ---------------------- | ----------------------- | -------------- | ------------------------------------------- | -------------------------- |
| 153               | 1913–1916         | 2614 цм³/12 КС         | 307,5 цм                | 135 цм         | торпедо                                     | 800                        |
| 153 A             | 1915–1916         | 2614 цм³/12 КС         | 307,5 цм                | 135 цм         | торпедо колонијал                           | 556                        |
| 153 Б             | 1920–1922         | 2746 цм³               | 309 цм                  | 138 цм         | торпедо, купе-лимузина, лимузина            | 1325                       |
| 153 БР            | 1923              | 2951 цм³               | 309 цм                  | 138 цм         | торпедо, купе-лимузина, лимузина            | 276                        |
| 153 БРА           | 1921–1925         | 2951 цм³               | 319 цм                  | 138 цм         | торпедо, купе-лимузина, кабриолет, лимузина | 1305                       |
| 153 БРС           | 1921–1923         | 2951 цм³               | 309 цм                  | 138 цм         | торпедо специјал, спортски ауто             | 200                        |
| 153 Ц             | 1921–1923         | 2951 цм³               | 309 цм                  | 138 цм         | торпедо                                     | 50                         |
| 153 ЦА            | 1922–1924         | 2951 цм³               | 319 цм                  | 138 цм         | торпедо колонијал                           | 150                        |

## Галерија
- Пежо тип 153
- Пежо тип 153, торпедо
- Пежо тип 153, лимузина
- Пежо тип 153, камион из 1915 год.
- Пежо тип 153 ЦА